# Кам'янка-Липник
Кам'янка-Липник — греко-католицька парафія та частина неіснуючого тепер села Кам'янка-Волоська. Інколи також зустрічалась назва Липник Кам'янецький. Тепер це є село Липник Жовківського району Львівської області.

## Історія
Парафія в Липнику заснована близько 1600 року, мурована церква збудована в 1780 році старанням двору і громади. На місці, де вона зараз стоїть, стояла давніше мала дерев'яна церковка, збудована між 1616 і 1628 роками.

## Персоналії
- Савка-Качмар Марія Федорівна — українська керамістка.